# 콘스탄티노폴리스 함락
콘스탄티노폴리스 함락은 1453년 동로마 제국의 수도 콘스탄티노폴리스가 오스만 제국에 의해 함락된 사건이다. 이 공성전은 1453년 4월 6일에 시작되어 55일째인 5월 29일에 도시의 함락으로 종결되었다.
1453년의 공성전은 4월 초에 시작되었다. 콘스탄티노폴리스의 상황은 수세기에 걸쳐 악화되었다. 당시 동로마 제국은 콘스탄티노폴리스 주변과 펠로폰네소스 반도로 축소된 상태였고, 부상 중이던 오스만 제국의 세력에 대항할 수 없었다. 오스만 제국은 과거 두 차례 콘스탄티노폴리스를 포위했지만 실패했으며, 이후 정복활동을 통해 아나톨리아와 발칸반도의 대부분을 장악한 상태였다.
비잔티움 황제 콘스탄티노스 11세는 서방 세계에 도움을 요청했으나, 이탈리아 출신 병사 일부만이 5,000명의 도시 방어군과 합류했다. 총 7~8천명의 비잔틴군은 8~10만명과 120척 이상의 함대로 이루어진 적군과 비교했을 때 압도적으로 열세였다. 수차례의 공격을 막아냈지만, 결국 1453년 5월 29일 최후의 방어선이 무너졌다. 그 결과 도시가 약탈당했고, 메흐메트 2세는 "정복자"라는 칭호를 얻으며 콘스탄티노폴리스를 제국의 수도로 삼았다. 이는 오스만 제국의 황금기로 이어졌다.
비록 쇠퇴한 동로마 제국이었지만, 그 수도의 함락은 서구 세계에 큰 충격을 주었다. 동로마 제국은 동방에서 이슬람 세력의 확장을 막아온 전통적인 방어선이었기에 그 몰락은 유럽과 지중해 세계의 권력 균형에 중요한 변화를 초래했다. 아우구스투스 이래로 천 년 넘게 존속했던 로마 제국은 최종적으로 멸망했고 오스만 제국의 동지중해 및 발칸반도로의 진출과 지배권 확보에 중요한 역할을 하게 되었다. 또한 문화적으로 동로마 제국의 그리스 고전학 연구학자들이 대거 서유럽으로 망명하고 결국 서유럽의 르네상스를 일으키는 계기 중 하나가 되었다. 대표적인 인물로는 바실리오스 베사리온과 마누엘 크리솔로라스가 있으며, 이들은 점차 이탈리아와 유럽 다른 지역으로 이주해 비잔틴 문화와 학문을 전파했다.
많은 역사학자, 특히 쥘 미슐레는 콘스탄티노폴리스의 함락을 중세시대의 끝이자 르네상스의 시작으로 보았다. 하지만 현대의 역사학자들은 이 사건을 중세와 근대 사이의 단절로 보지 않고, 그리스 세계에서 라틴 세계로의 문화적 전환 과정의 한 단계로 이해한다.

## 동로마 제국의 상황
대략 1,100년 동안 존재해왔던 동로마 제국의 역사에서 콘스탄티노폴리스는 몇 차례 침략을 당했지만 완전히 정복된 것은 단 한 번뿐이었는데 그것은 1204년 제4차 십자군 원정 때였다. 십자군은 처음부터 동로마 제국을 정복할 의도를 가지고 침공한 것이 아니어서 불안정한 라틴 제국이 콘스탄티노폴리스에 짧은 기간 동안 세워졌었다.
제4차 십자군 원정으로 동로마 제국은 니케아 제국, 이피로스 전제공국, 트라페준타 제국 등으로 분열되었다.

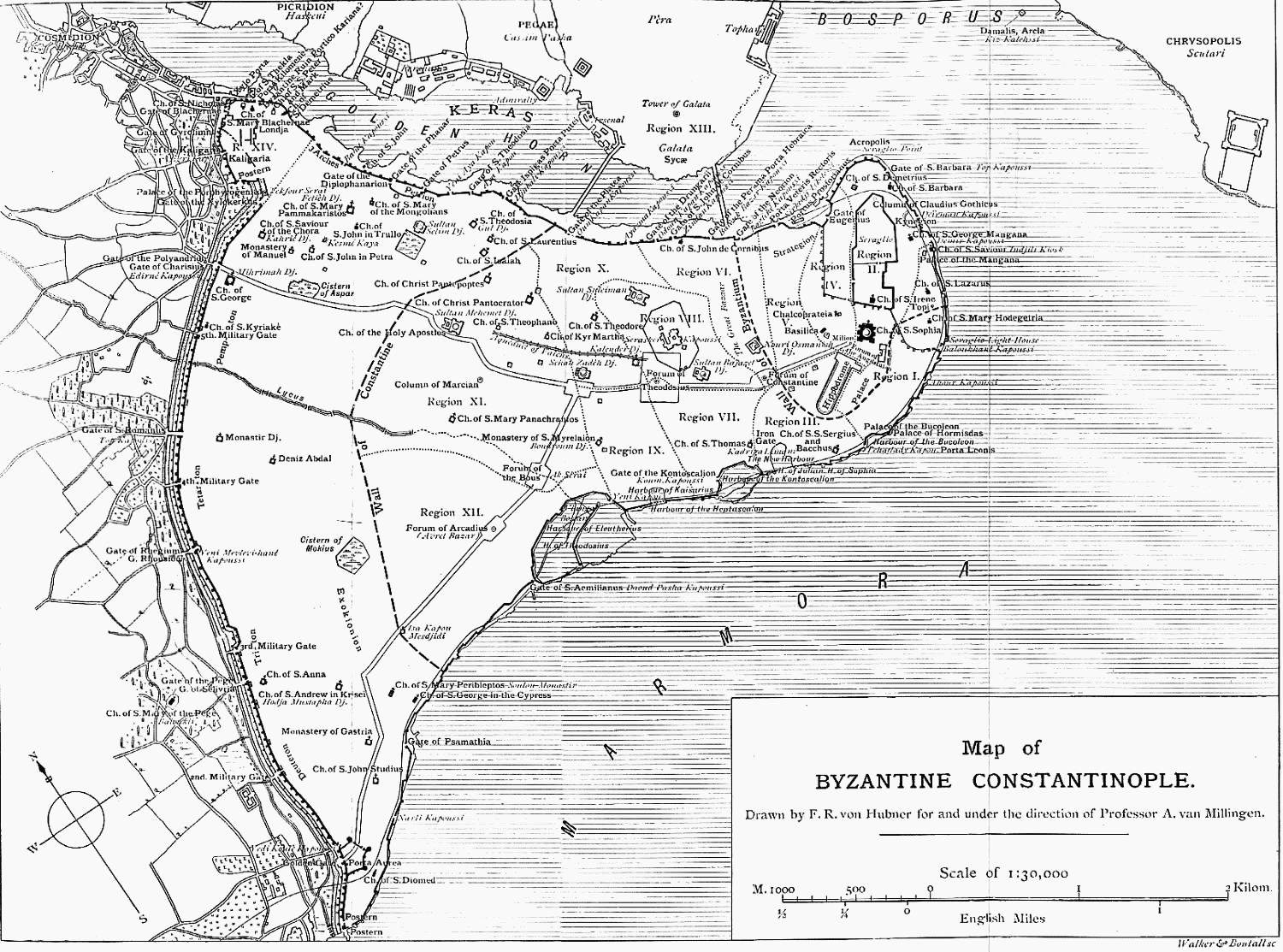
콘스탄티노폴리스의 지도

동로마계 국가들은 서로 연합군을 이루어 라틴 제국과 라틴 세력에 대항했으나 사실상 그들은 동로마 제국의 계승을 놓고 서로 경쟁관계에 있었다.
1261년 마침내 분열하기 전 동로마 제국의 대부분을 영토로 삼은 니케아 제국이 라틴인들로부터 콘스탄티노폴리스를 재탈환했다. 그 이후 동로마 제국은 라틴인들과 세르비아인들 그리고 불가리아인들, 특히 가장 중요하게는 발흥한 오스만 제국으로부터 끊임없는 위협에 직면해야 했다. 1321년 이후부터 약 1세기 동안 세력이 대폭 약화된 동로마 제국은 여러 차례 내전과 오스만의 발흥으로 제국의 영토가 계속 축소되어 결국 국명만 제국인 도시국가로 변모하게 되는 등 오랫동안 혼란스러운 시기였다.
1453년 당시 제국의 영토라고는 고작 콘스탄티노폴리스 도시 그 자체와 미스트라스 요새를 중심으로 한 펠로폰네소스 일부, 제4차 십자군원정 이후 흑해연안에서 살아남은 완전독립 계승국인 트라페주스 제국뿐이었다.

## 개전 전의 상황
메흐메트 2세는 피비린내 나는 제위 계승 분쟁을 거쳐 제위에 올랐다. 그는 이러한 과정에서 친형과 동생을 잃었다. 그런데 그의 아버지인 무라트 2세의 배다른 아들이 콘스탄티노폴리스로 망명한 상황이 발생했다. 이에 비잔티움 제국은 메흐메트 2세를 압박하기 위해 해당 망명자를 보호하며, "우리가 이 망명자를 관리하는 대가로 돈과 이권을 내놓아야 한다"고 요구했다. 이는 곧 "네가 제위를 주장하는 자가 우리 손에 있다는 것을 알고 있으니, 신중히 행동하라"는 협박이었다.
이 소식을 들은 메흐메트 2세는 분노를 억누르지 못했다. 그는 창백하던 얼굴이 붉게 변할 정도로 격분했으며, 손을 덜덜 떨면서도 말을 잇지 못했다. 이 상황에서 자가노스 파샤는 "더 지체할 이유가 없다. 룸을 공격해야 한다"고 주장하며 결단을 촉구했다. 재상 할릴 파샤 역시 "오오 이 미련한 로마(룸) 놈들아, 너희는 이런 행동을 한다고 너희가 과거의 영광을 되찾을것 같으냐. 아니다. 너희는 이제 가진것조차 모두 빼앗길 것이다. 지금 너희가 저지른 일은 나조차도 해결할수 없다. 너희는 어쩔것이냐? 또 성벽 뒤에 숨을 것이냐?" 라고 결단을 촉구하였다. 투르순베이는 "이 날, 룸의 운명이 결정되었다."라고 회고하였다.
오스만 제국의 술탄 바예지드 1세는 보스포루스 해협의 아시아쪽에 거대한 요새, 아나돌루 히사르를 세웠는데, 그의 증손자인 술탄 메흐메트 2세는 콘스탄티노폴리스 성벽 바깥, 즉 유럽 쪽 해협에 루멜리 히사르라는 두 번째 요새를 세운다. 이것은 해협에 대한 오스만 제국의 지배를 공고히 하려는 의도에서였다. 특히 이 새로운 요새는 흑해 연안의 제노바 식민지에서 이 도시로 접근하려는 것을 차단할 능력을 갖추고 있었고 이렇듯 해협의 양쪽에 거대한 요새를 세운 술탄의 전략적 의도는 두말 할 것도 없이 바로 콘스탄티노폴리스의 정복이었다.
콘스탄티노폴리스는 동방정교회와 로마 가톨릭의 통합을 조건으로 서방에 도움을 요청했으나 의도한 바대로 성과를 얻지는 못하고 있었다.
1054년 동방정교회와 로마 가톨릭의 교회의 대분열이후 로마 가톨릭은 끊임없이 동방과의 재통합을 추구해왔다. 실제로 1274년 리옹에서 통합시도가 있은 이후로 몇몇 비잔티움 제국의 황제는 로마 가톨릭 교회를 받아들였다. 요한네스 8세 팔라이올로고스 황제는 교황 에우제니오 4세와 통합 협상을 시도하였고 1439년 통합선언문 작성을 위한 위원회가 피렌체에서 열렸다. 그러자 콘스탄티노폴리스에서 대규모의 통합반대 여론이 빗발치고 연일 시위가 벌어지면서 국론은 분열되었다.
1204년, 제4차 십자군 원정 당시 라틴인들에 의한 콘스탄티노폴리스 점령에서부터 촉발된 그리스인과 이탈리아인들간의 오래된 민족감정이 결국 중요한 역할을 하여 통합은 무산되고 말았다. 이에 교황 니콜라오 5세와 로마 가톨릭은 대단히 실망했다.
그러나 실제로 교황 니콜라오 5세가 비잔티움 제국을 도와주려고 했다고 해도 그럴 수 없는 위치였다. 당시 서방의 왕들과 제후들은 각자의 문제 때문에 동방까지 신경쓸 여력이 없었기 때문이다. 영국과 프랑스는 백년전쟁으로 약해져있었고 이베리아반도의 왕국들은 레콩키스타의 막바지에 있었다. 독일의 선제후들은 서로 피터지게 싸우고 있었고 헝가리와 폴란드는 1444년 바르나 전투에서 패배한 상태였다.
비록 몇몇 북이탈리아의 도시국가에서 군대를 보내긴 했지만, 서방의 원조는 오스만 제국의 전력과 견주기엔 너무나 미미한 정도였다.

## 양쪽의 상황

콘스탄티노폴리스 공방전 당시 콘스탄티노폴리스의 상황

동로마 제국 군사는 대략 7,000명으로 그 중 2,000명은 용병이었다. 오스만 제국의 포위가 시작될 때 난민을 포함해 약 5만 명 정도 사람들이 콘스탄티노폴리스에 있었다. 도르가노가 이끄는 튀르키예인 부대도 바다쪽 성벽을 지키고 있었다. 튀르키예인 부대는 동로마 제국에 충성을 다했고, 콘스탄티노폴리스가 함락되는 순간까지도 함께 싸웠다.
도시는 대략 20km 성벽으로 둘러싸여 있었는데 육지에 면한 5.5km 테오도시우스 성벽, 금각만과 면한 7km 해안 성벽, 마르마라해와 면한 7.5km 성벽으로 당시 역사상 최고로 굳건한 성벽이었다.
이에 맞서는 오스만쪽 병력은 다소 의견차이가 있는데 대략 예니체리군단 10,000~20,000명을 포함 전체 80,000~200,000명 정도로 보인다. (이렇게 차이가 많이 나는 이유는 당시 방어쪽에 있었던 동시대 목격자들 기록은 대개 과장된 점이 있기 마련이기 때문이다.)
오스만은 헝가리 출신(다른 기록에는 독일인 또는 스웨덴인)의 우르반이라는 기술자를 고용했는데 그는 대포 제작 전문가였다. 당시로선 대포는 비교적 신무기에 속했다. 그는 거대한 대포를 제작했는데 포길이가 8 m 가 넘고 직경은 75cm가량, 544kg 포탄을 거의 1.6km까지 날려보낼 수 있었다. 이것이 바로 공성용 "대포"가 역사상 처음 등장하는 장면이다. 비잔티움쪽도 대포를 가지고 있었는데 규모가 훨씬 작고 반동으로 인해 오히려 성벽에 파손을 가져왔다고 한다.

## 공성전과 총공격
술탄 메흐메트 2세는 테오도시우스 성벽을 통하여 공성전을 감행하기로 결정하였다. 이 성벽은 콘스탄티노폴리스에서 유일하게 바다로부터 보호받지 못하는 성벽으로 복잡한 일련의 두터운 성벽과 해자로 이루어져 있었다. 오스만 제국군은 1453년 4월 2일 월요일, 부활절 다음 날 도시 외곽에 진을 쳤다. 메흐메트 2세는 거의 240 km 나 떨어진 주조 공장에서 미리 만들어진 대포들을 힘들여 끌고오는 수고를 아끼지 않았다. 이 대포들 중 가장 큰 것은 90마리의 소와 400명의 병사가 끌어야만 했다고 한다. 이 대포들을 만든 우르반은 애초에 콘스탄티노폴리스 방어측에 먼저 이 기술을 제안했다고 하는데 방어측이 형편없는 조건을 제시하자 공격측인 오스만 제국으로 기술을 넘겼다고 전해진다. 메흐메트의 전폭적인 지원으로 우르반의 대포는 지금까지 가장 크고 견고한 성벽이라고 알려진 이 도시의 성벽을 부술 수 있을 만큼 강력해졌다.
수 주에 걸친 엄청난 포격에도 콘스탄티노폴리스의 성벽은 좀처럼 뚫리지 않았는데, 그 이유는 조준이 부정확했고 한번 쏘고나면 재충전에 엄청난 시간이 소요되어 그 시간에 방어측이 성벽을 보강할 만한 시간을 벌어주기 때문이었다. 그러는 동안 메흐메트의 함선은 금각만 안으로 들어갈 수 없었는데 동로마 제국 측이 만입구를 봉쇄하였기 때문이었다. 메흐메트는 이를 우회하여 금각만 북쪽면으로 기름칠한 통나무를 늘어놓고 그의 함대를 굴려서 금각만으로 들여보냈다. 이로써 제노바의 공급선들을 저지할 수 있게 되자 동로마 방어측의 사기가 떨어졌고 안 그래도 열세인 병력을 금각만과 성벽으로 나누어 방위에 임할 수밖에 없었다.
오스만 제국군은 대대적인 정면 공격을 성벽 쪽으로 감행했으나 엄청난 손실을 내고 격퇴당했다. 5월 중순부터 25일에는 성벽 아래로 터널을 파서 성벽을 뚫으려고 시도하였다. 터널을 뚫는 것은 대부분 세르비아에서 온 징용군이었다. 반면 동로마 방어측은 요하네스 그란트라는 기술자를 고용하여 역으로 터널을 파고 들어가 오스만 군을 격퇴하는 전술을 구사했다. 첫 번째 터널을 발견한 것이 5월 16일이었고 이후 차례로 터널을 발견하여 그리스 화약으로 공격하여 막아내었고 5월 23일에는 두명의 오스만 장교를 고문하여 모든 터널의 위치를 알아내고 이어 오스만 군을 격퇴하였다.
메흐메트는 공성군에게 천문학적인 보상금을 걸어보기도 했으나 별 효과가 없었고 공성기로 공격했으니 동로마의 방어병사들이 공성기가 성벽에 붙기 전에 미리 태워버리는 바람에 무산되었다.
5월 24일은 보름달이 뜨는 날이었다. 달은 콘스탄티노폴리스의 상징이기도 했는데 때마침 그 날 개기월식이 있었다. 이를 동로마에서는 도시가 패망할 흉조라고 여겼다. 콘스탄티노폴리스는 첫 황제의 이름과 같은 사람의 치세동안에 멸망한다는 전설도 사람들 사이에 퍼졌다. 당시의 황제는 콘스탄티누스 11세, 동로마 제국의 초대황제로 여겨지는 콘스탄티누스 1세와 같은 이름이었으며, 그들의 어머니의 이름도 헬레나였다. 또한 며칠간 엄청난 뇌우가 퍼부었고 짙은 안개가 자욱했다. 이 모든 것이 바로 이 도시가 패망할 불길한 징조로 여겨져서 방어측의 사기가 땅에 떨어졌다.
5월 29일 술탄의 총공격이 시작되었다. 제1공격은 5만여 명의 비정규군 보조병 부대였다. 이 비정규군은 무장도 전투력도 형편없었지만 그래도 숫자로 밀고 들어와 동로마 방어병들을 지치게 만들었다. 이 비정규군이 퇴각하고 곧바로 이어서 오스만 제국의 정규군인 아나톨리아 군단의 파상공세가 이어졌다. 도시 북서쪽의 약한 성벽에 집중된 이 공격으로 점차 도시의 방어선이 무너져갔고 방어측에게 쉴 틈도 주지 않은 채 제3차 파상공격으로는 술탄의 정예부대이자 가장 강력한 부대인 예니체리군단이 공세가 이어졌다. 이때 제노바의 용병대장 줄리아니 주스티니아니 장군이 심각한 부상을 당해 후방으로 실려갔다. 이에 제노바 용병들의 전열이 무너져버렸고 이 틈을 놓지지 않은 예니체리들이 물밀듯이 외성벽을 치고들어와 결국 성벽탑에 오스만 제국의 깃발을 꽂는 데 성공했다. 이를 계기로 방어측의 전선은 급격히 무너져내려 도시로 앞을 다투어 퇴각하고 오스만 제국군은 성문을 열고 밀려들어왔다.
황제 콘스탄티누스 11세는 황제의 상징인 자줏빛 망토를 벗어던지고 병사들을 이끌고 오스만 제국군과의 혼전에 합류하여 싸웠으나 결국 그후에 그의 모습을 다시 본 사람은 없었다. 제국과 운명을 함께한 이 동로마 제국의 마지막 황제는 그대로 전설이 되었다.

## 정복

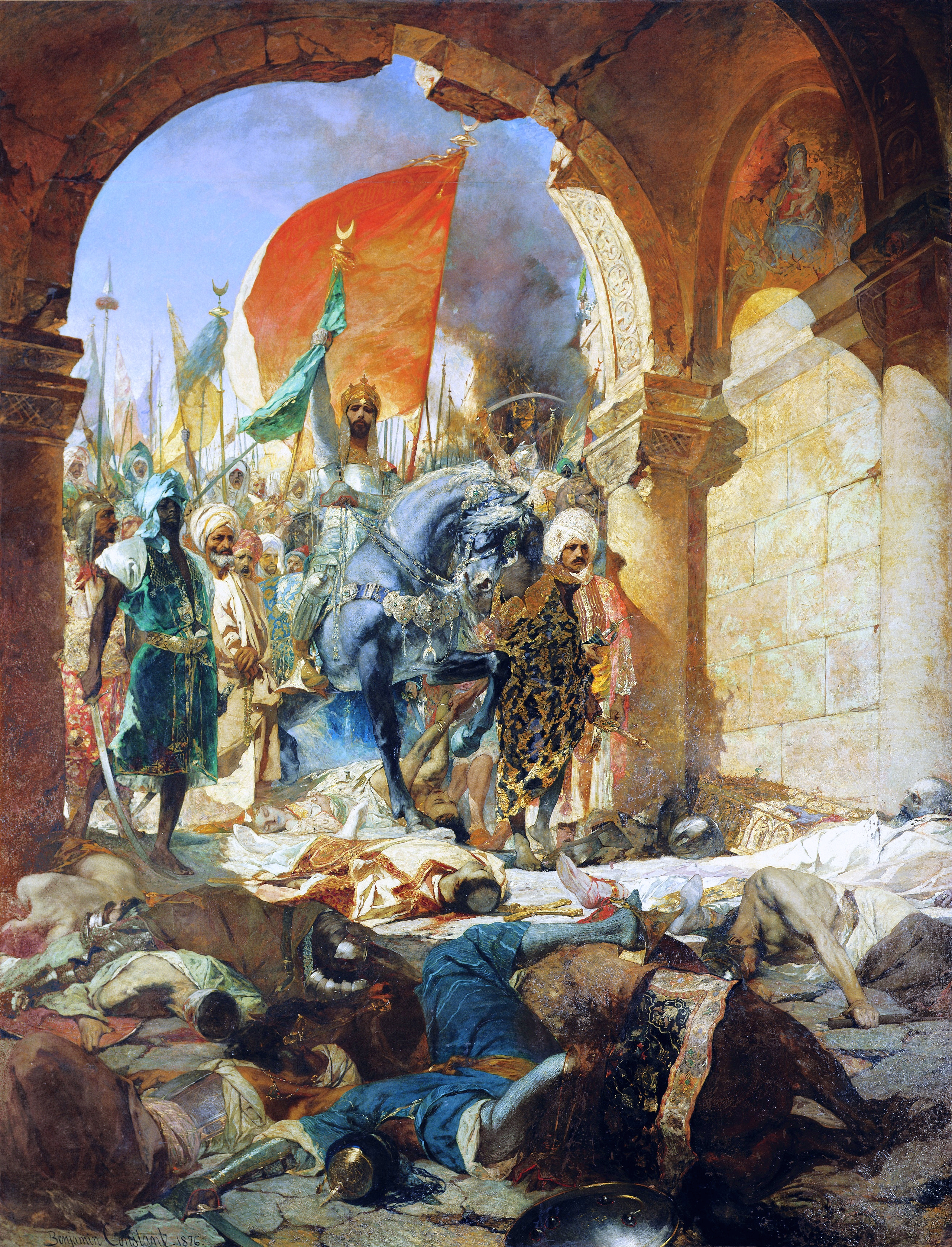
메흐메트 2세의 콘스탄티노폴리스 입성

메흐메트 2세는 말을 타고 그의 수하들과 함께 카리시오스 문(에디르네 문)을 통해 콘스탄티누폴리스로 승리의 입성을 했다.
방어선이 무너지자 투르크 군대는 부채꼴 모양으로 급속히 도시로 퍼져 나갔다. 메흐메트 2세는 도시가 완전히 폐허가 되는 것을 원하지 않았기 때문에 중요한 건물에는 미리 호위병을 보내어 파괴를 막았다. 그는 이 도시를 오스만 제국의 새로운 수도로 정하기로 마음먹고 있었다.
투르크 병사들은 하기아 소피아 대성당 앞쪽에 있는 황제의 광장으로 몰려들었다. 대성당 청동문 뒷쪽에는 수많은 도시 주민이 몰려들어 나중에 수호성인이 자신들을 구원해줄 것이라고 믿고 피신해 있었다. 공격군에게는 전통적으로 3일간의 약탈이 허락되었으나 워낙에 약탈이 파괴적이어서 술탄은 하루 만에 약탈을 거두었다. 투르크 병사들은 반항하는 사람은 죽이고 저항하지 않은 자들은 노예로 삼았다. 당시 도시의 인구는 약 4만 명 정도로 보이는데 살해당한 사람은 약 4,000명가량이었다. 술탄은 이 도시를 오스만 제국의 새로운 수도로 선포하고 하기아 소피아는 이슬람 모스크로 개조되었다.
미스트라스의 모레아 요새는 콘스탄티노스 11세의 형제들인 토마스 팔라이올로고스와 데메트리오스 팔라이올로고스에 의해 통치되고 있었는데 서로 반목하고 있었다. 술탄의 침공에도 저항하다가 결국 1460년 함락되는데 토마스는 로마로 망명하여 거기서 교황과 제후들에게 동로마 제국의 망명 황제로서 대우받다가 죽었고 데메트리우스는 술탄에 의해 투옥되고 결국 거기서 죽었다.
1479년에는 독립된 로마계 국가인 이피로스 전제군주국이 술탄 메흐메트2세에게 패망하면서 로마계 국가는 영원히 사라지게 된다.

## 평가
이천년 넘게 그리스-로마 문화를 간직해온 로마 제국의 멸망으로 많은 로마인들이 이 도시를 떠나 서유럽으로 망명했고 그들이 가져온 지식과 문서들, 고대 그리스-로마의 전통이 이탈리아를 중심으로 르네상스를 꽃피우는 원동력이 되었다. 사실 이탈리아의 도시들이 로마 제국 학자들을 받아들이기 시작한 것은 훨씬 이전의 일이지만 그래도 콘스탄티노폴리스의 함락이 이슬람에 의해 연구된 그리스-로마의 고전들이 서유럽으로 대거 유입되게 된 것은 분명하다.
역사학자들은 콘스탄티노폴리스의 함락을 중세를 마감하고 르네상스 시대를 여는 중요한 사건으로 보고 있으며, 아울러 이 시점을 근세의 시작으로 본다.